# 135 (szám)
A 135 (százharmincöt) a 134 és 136 között található természetes szám.
A 135 Harshad-szám és Zuckerman-szám.
Tizenötszögszám.